# NGC 3762
NGC 3762 (другие обозначения — UGC 6591, MCG 10-17-27, ZWG 292.11, PGC 35979) — спиральная галактика (Sa) в созвездии Большой Медведицы. Открыта Уильямом Гершелем в 1790 году.
Этот объект входит в число перечисленных в оригинальной редакции «Нового общего каталога».
Галактика NGC 3762 входит в состав группы галактик NGC 3762. Помимо NGC 3762 в группу также входят NGC 3725 и UGC 6528.
Группой исследователей было замечено, что галактика находится в необычном участке неба, где рядом наблюдаются сразу четыре галактики Маркаряна. Галактики Маркаряна в целом равномерно распределены по небу, но чаще встречаются попарно или потрое. Проведенные измерения показали, что NGC 3762 и NGC 3668 входят в скопление галактик, включающее в себя кроме того галактики Маркаряна 165, 166, 175 и 179 и другие объекты. Средняя радиальная скорость галактик составляет 3557 км/сек, но скопление распадается на две группы — одна со средней скоростью 3350 и другая с 3750 км/сек. Соответственно первая группа галактик, включающая три галактики Маркаряна находится ближе, а вторая, включающая NGC 3762, NGC 3668 и галактику Маркаряна 175 — дальше от Млечного Пути. Оценка расстояния между членами группы показывает, что они расположены достаточно далеко друг от друга и, возможно, гравитационно не взаимодействуют.